# Gran Premio de Checoslovaquia de Motociclismo de 1965
El Gran Premio de Checoslovaquia de Motociclismo de 1965 fue la novena prueba de la temporada 1965 del Campeonato Mundial de Motociclismo. El Gran Premio se disputó el 25 de julio de 1965 en el Circuito de Brno.

## Resultados 500cc
En la categoría reina, Mike Hailwood y Giacomo Agostini se convirtieron primero y segundo de nuevo, pero esta vez Jack Ahearn con un Norton Manx tercero. Paddy Driver (Matchless G50) terminó cuarto, lo que significa que su tercer lugar en la Copa del Mundo no se veía comprometida.
| Pos.    | Piloto              | Equipo    | Tiempo     | Pts. |
| ------- | ------------------- | --------- | ---------- | ---- |
| 1       | Mike Hailwood       | MV Agusta | 1h 11:23.2 | 8    |
| 2       | Giacomo Agostini    | MV Agusta | +1:05.1    | 6    |
| 3       | Jack Ahearn         | Norton    | +2:14.5    | 4    |
| 4       | Paddy Driver        | Matchless | +2:14.7    | 3    |
| 5       | Fred Stevens        | Matchless | +3:53.1    | 2    |
| 6       | František Šťastný   | Jawa      | +3:58.9    | 1    |
| 7       | Dan Shorey          | Norton    | +4'30"8    |      |
| 8       | Rudolf Thalhammer   | Norton    | +4'43"9    |      |
| 9       | Jack Findlay        | Matchless | +4'46"4    |      |
| 10      | Ian Burne           | Norton    | +9'51"5    |      |
| 11      | Roy Robinson        | Norton    |            |      |
| 12      | Derek Lee           | Matchless |            |      |
| 13      | Ernst Weiss         | Norton    |            |      |
| 14      | Jan Hennek          | Norton    |            |      |
| 15      | Maurice Hawthorne   | Norton    |            |      |
| Ret     | Eduard Lenz         | Norton    | Ret        |      |
| Ret     | Eric Hinton         | Norton    | Ret        |      |
| Ret     | Ron Robinson        | Norton    | Ret        |      |
| Ret     | Gustav Havel        | Jawa      | Ret        |      |
| Ret     | Hartmut Allner      | BMW       | Ret        |      |
| Ret     | Lewis Young         | Matchless | Ret        |      |
| Ret     | György Kurucz       | Norton    | Ret        |      |
| Ret     | Nikolai Sevostianov | Vostok    | Ret        |      |
| Ret     | Endel Kiisa         | Vostok    | Ret        |      |
| Ret     | Abbey de Kock       | Norton    | Ret        |      |
| Fuente: |                     |           |            |      |

## Resultados 350cc
En 350cc, las dos MV Agusta abandonaron nuevamente. Jim Redman ganó así antes de que Derek Woodman, pero esta vez Nikolai Sevostianov con una cuatro cilindros Vostok quedó tercero.
| Pos. | Piloto              | Equipo    | Tiempo     | Pts. |
| ---- | ------------------- | --------- | ---------- | ---- |
| 1    | Jim Redman          | Honda     |            | 8    |
| 2    | Derek Woodman       | MZ        |            | 6    |
| 3    | Nikolai Sevostianov | CKEB      |            | 4    |
| 4    | Gilberto Milani     | Aermacchi |            | 3    |
| 5    | Renzo Pasolini      | Aermacchi |            | 2    |
| 6    | Dan Shorey          | Norton    |            | 1    |
| 7    | Jack Findlay        | AJS       | + 1 Vuelta |      |
| 8    | František Št'astný  | Jawa      | + 1 Vuelta |      |
| 9    | Fred Stevens        | AJS       | + 1 Vuelta |      |
| 10   | Stanislas Klatil    | Jawa      | + 1 Vuelta |      |
| 11   | Derek Lee           | AJS       |            |      |
| 12   | Jan Hennek          | Norton    |            |      |
| 13   | Miroslav Spak       | Jawa      |            |      |
| 14   | Francis Pauchon     | Aermacchi |            |      |
| Ret  | Giacomo Agostini    | MV Agusta | Ret        |      |
| Ret  | Mike Hailwood       | MV Agusta | Ret        |      |
| Ret  | Eric Hinton         | Norton    | Ret        |      |
| Ret  | Paddy Driver        | AJS       | Ret        |      |
| Ret  | František Boček     | ČZ-OHC    | Ret        |      |
| Ret  | František Srna      | Jawa      | Ret        |      |
| Ret  | František Srna      | Jawa      | Ret        |      |
| Ret  | Vaclav Parus        | ČZ-OHC    | Ret        |      |
| Ret  | Endel Kiisa         | Vostok    | Ret        |      |
| Ret  | Rudolf Thalhammer   | Jawa      | Ret        |      |

## Resultados 250cc
En el cuarto de litro, Phil Read ganó la carrera de 250cc y su compañero de equipo Mike Duff quedó en segundo lugar. Jim Redman tuvo que conformarse con el tercer lugar. Redman ahora era tercero en la general pero era el único que en teoría podría evitar que Read se llevara el título mundial. Con la deducción de los resultados, pudo llegar a 56 puntos, mientras que Duff no pudo anotar más de 50 puntos.
| Pos. | Piloto             | Moto      | Tiempo     | Pts. |
| ---- | ------------------ | --------- | ---------- | ---- |
| 1    | Phil Read          | Yamaha    | 49' 05" 0  | 8    |
| 2    | Mike Duff          | Yamaha    | + 3" 3     | 6    |
| 3    | Jim Redman         | Honda     | + 37" 6    | 4    |
| 4    | Derek Woodman      | MZ        | + 3'30" 2  | 3    |
| 5    | Heinz Rosner       | MZ        | + 3'36" 8  | 2    |
| 6    | František Št'astný | Jawa      | + 5'15" 9  | 1    |
| 7    | Günter Beer        | Honda     | + 1 Vuelta |      |
| 8    | Giuseppe Visenzi   | Aermacchi | + 1 Vuelta |      |
| 9    | Alberto Pagani     | Aermacchi | + 1 Vuelta |      |
| 10   | Frantisez Krocka   | ČZ        | +1 Vuelta  |      |
| 11   | Bob Coulter        | Bultaco   |            |      |
| 12   | Richard Thomas     | Aermacchi | +1 Vuelta  |      |
| 13   | Jan Novotny        | Jawa      |            |      |
| 14   | Hartmut Bischoff   | MZ        |            |      |
| 15   | Gosta Jensen       | Honda     |            |      |
| Ret  | Ginger Molloy      | Bultaco   | Ret        |      |
| Ret  | Miroslav Strutza   | Jawa      | Ret        |      |
| Ret  | Francis Pauchonnt  | Aermacchi | Ret        |      |

## Resultados 125cc
Honda y Yamaha también dejaron caer el Gran Premio en Checoslovaquia. Hugh Anderson hizo la vuelta más rápida pero se retiró. Como resultado, Frank Perris ganó de nuevo por delante de Derek Woodman y Heinz Rosner, ambos en MZ.
| Pos. | Piloto           | Moto    | Tiempo    | Pts. |
| ---- | ---------------- | ------- | --------- | ---- |
| 1    | Frank Perris     | Suzuki  | 47' 56" 9 | 8    |
| 2    | Derek Woodman    | MZ      | + 1'47" 7 | 6    |
| 3    | Heinz Rosner     | MZ      | + 2'23" 5 | 4    |
| 4    | Jochen Leitert   | MZ      | + 2'54" 7 | 3    |
| 5    | Roland Rentzsch  | MZ      | + 3'48" 8 | 2    |
| 6    | František Boček  | ČZ      | + 3'57" 1 | 1    |
| 7    | Friedhelm Kohlar | MZ      | + 4'06" 2 |      |
| 8    | Giuseppe Visenzi | Honda   | + 4'32" 6 |      |
| 9    | Lazsló Szabó     | MZ      |           |      |
| 10   | Karel Bojer      | ČZ-OHC  |           |      |
| 11   | Manfred Magnus   | Honda   |           |      |
| 12   | Josef Hejmala    | ČZ-OHC  |           |      |
| 13   | Ginger Molloy    | Bultaco |           |      |
| 14   | Richard Thomas   | Honda   |           |      |
| 15   | Vagn Stevenhoved | MZ      |           |      |
| Ret  | Klaus Enderlein  | MZ      | Ret       |      |